# Wegkapelle (Burkardroth)

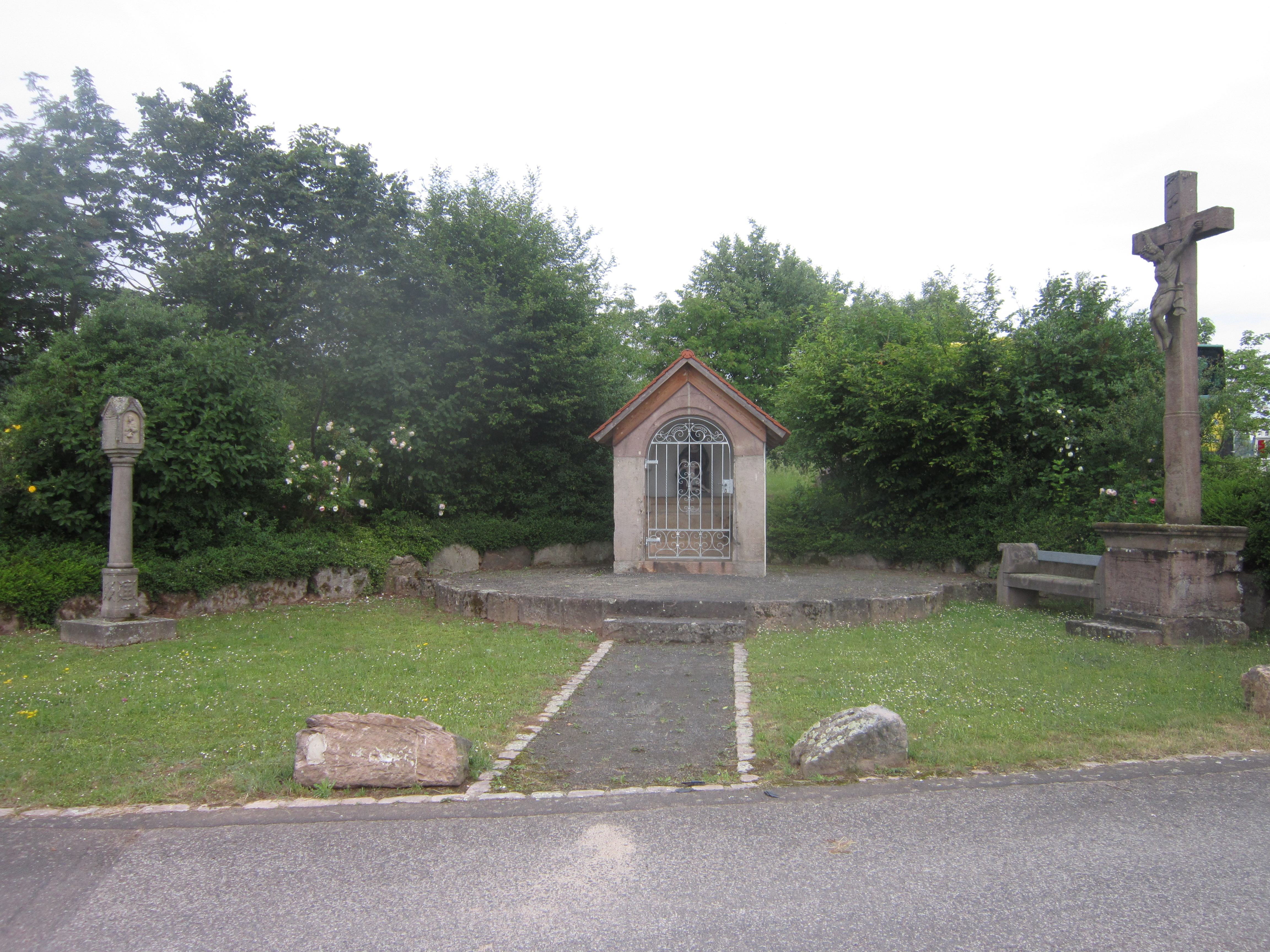
Kapellenanlage in Burkardroth

Die Wegkapelle in Burkardroth, einem unterfränkischen Markt im bayerischen Landkreis Bad Kissingen, befindet sich an der Adresse Strenge Tür in der Flur Großäcker am Ortsausgang Richtung Stangenroth (heute Ortsteil von Burkardroth).
Die Kapelle und das dazugehörige Kruzifix und der dazugehörige Kreuzdachbildstock gehören zu den Baudenkmälern von Burkardroth und sind unter der Nummer D-6-72-117-6 in der Bayerischen Denkmalliste registriert.

## Geschichte und Beschreibung

### Kapelle
Die aus Bruchsteinen aufgemauerte, vermörtelte Kapelle entstand im Jahr 1733. Sie ist mit einem Firstdach ausgestattet; vor dem Altarraum befindet sich ein Eisengitter. In den Jahren 1940 und 1970 wurde die Kapelle renoviert. Die Kapelle ist Eigentum des Markts Burkardroth.
Im Altarraum befindet sich eine Pietà aus Kunststoff. Es handelt sich um den Nachguss einer barocken Pietà aus Holz; diese fiel im Jahr 1967 einem Kunstraub zum Opfer.

### Kruzifix
Das zu der Anlage gehörende, aus Sandstein bestehende und insgesamt 3,55 Meter hohe Kruzifix stammt aus dem Jahr 1817. Auf dem prismatischen Sockel befindet sich das 105 cm hohe Kreuz. Der Sockel trägt die Inschrift „Es / ist vollbracht / Hat verlobt / Mangoltus Volt / Wollbach 1817“. Das Kruzifix ist Eigentum des Markts Burkardroth.

### Kreuzdachbildstock
Der ursprünglich zu der Anlage gehörende Kreuzdachbildstock stammte aus dem Jahr 1680; sein heutiger Verbleib ist unbekannt. Er trug die Inschrift „MIchael /Medz von / Stangenroth / Sdiefder / dieses / Bildsdoch / 1680“.
Der heute zu der Anlage gehörende, aus Sandstein bestehende Kreuzdachbildstock stammt laut Bezeichnung aus dem Jahr 1688. Es handelt sich um ein Kreuzdachhaus aus Sandstein über ornamentiertem Postament. Die Bildnische des Bildstocks beherbergt ein modernes Relief, ein Reliefkreuz und eine Inschrift. Der Kreuzdachbildstock ist Eigentum des Markts Burkardroth.

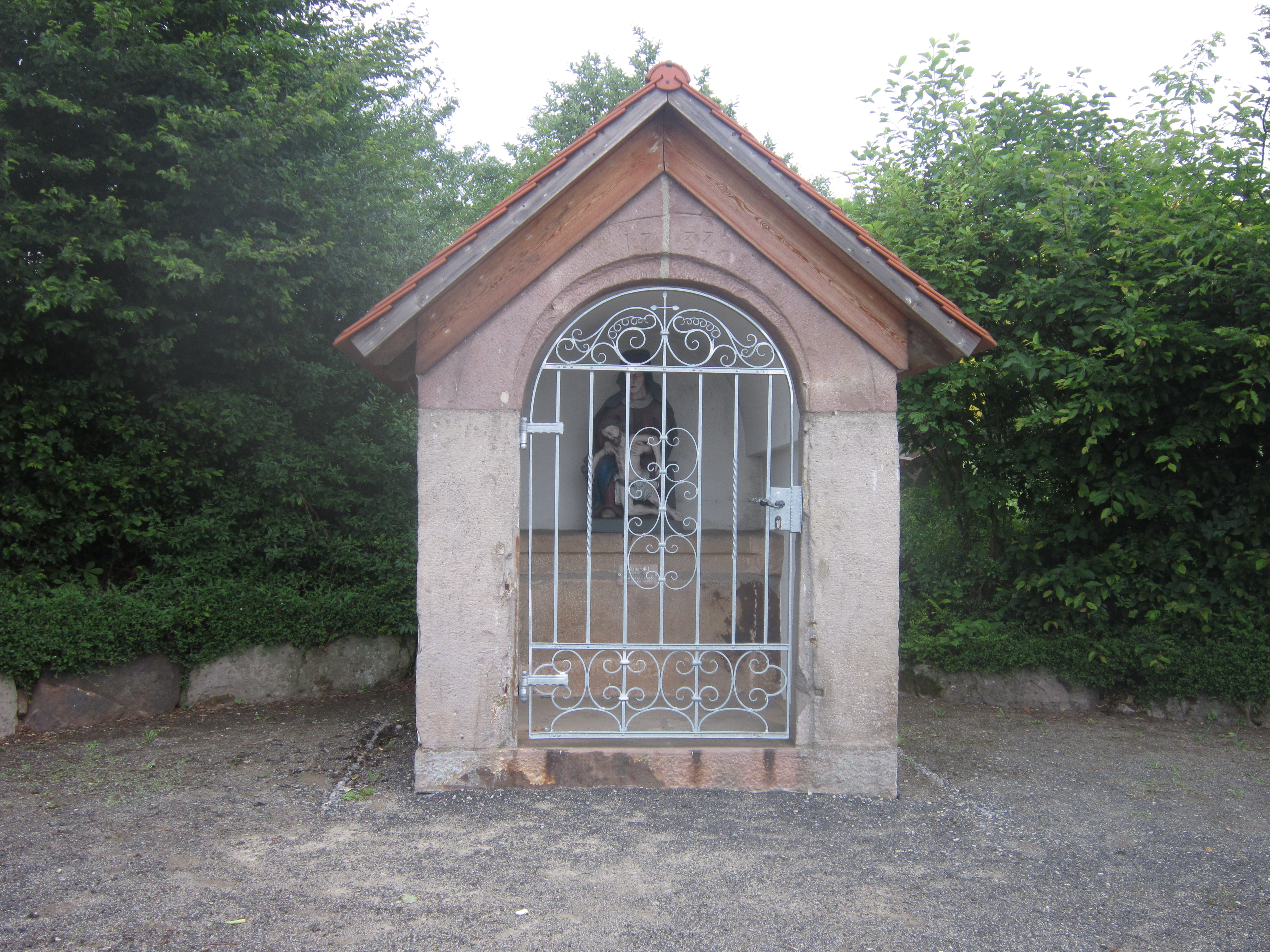
Kapelle
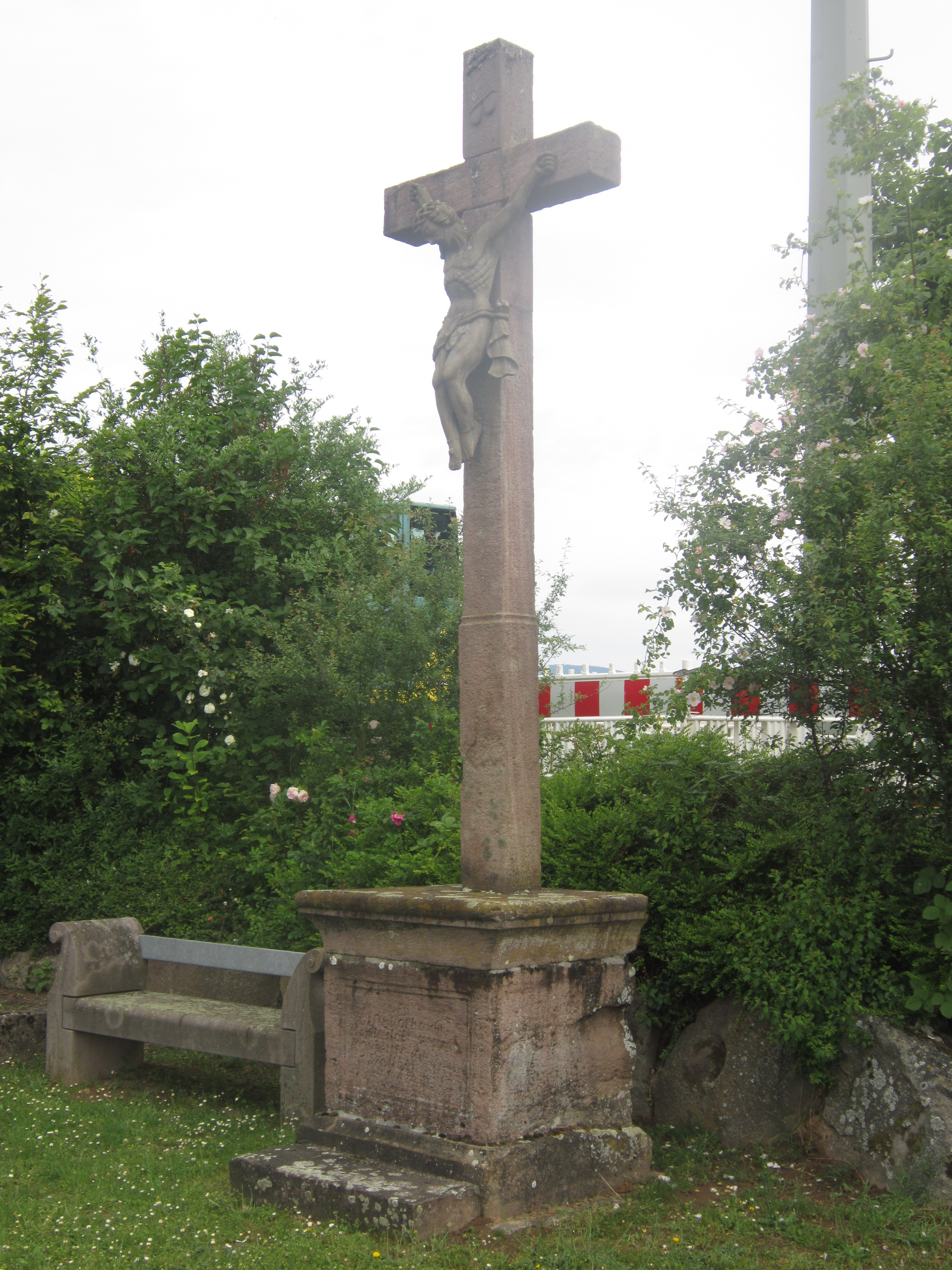
Kruzifix
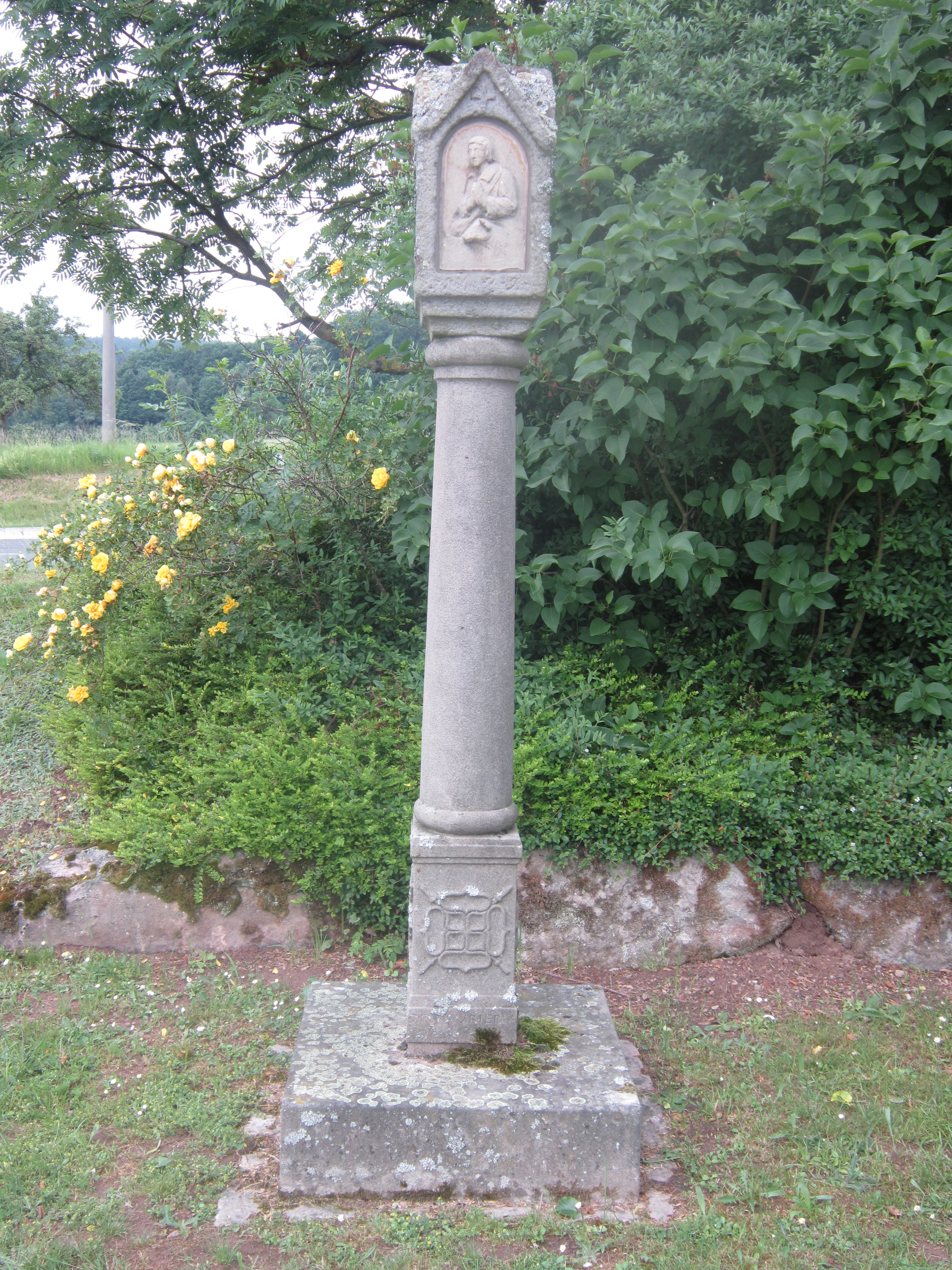
Kreuzdachbildstock